# L'Occitane en Provence (IMOCA)
Cet article concerne un voilier devenu Bureau Vallée 3. Pour L'Occitane en Provence, deuxième du nom, voir Apivia (IMOCA).
 L'Occitane en Provence, premier du nom, est un voilier monocoque de course au large de la classe Imoca, mis à l'eau le 31 janvier 2020 pour Armel Tripon, en vue du Vendée Globe 2020-2021. Le 12 février 2021, il devient Bureau Vallée 3, pour être confié à Louis Burton.

## Conception
En 2018, le navigateur Armel Tripon, Michel Douville de Franssu — directeur du chantier Black Pepper Yachts — et le sponsor L'Occitane envisagent l'achat d'un Imoca ancien, en vue d'une participation au Vendée Globe 2020-2021. L'architecte Samuel Manuard leur apprend « un peu par hasard » qu'il serait partant pour dessiner un Imoca. Tripon et Douville repensent leur projet et convainquent L'Occitane d'opter pour un bateau neuf. Construit discrètement chez Black Pepper Yachts, à Nantes, le monocoque touche l’eau le 31 janvier 2020, puis ses foils sont installés à la fin de l’hiver. L'Occitane en Provence quitte le quai Belem à Nantes le 6 février 2020 pour rejoindre sa base à La Trinité-sur-Mer.
La philosophie du bateau est que le bateau ne vole pas haut, contrairement par exemple à LinkedOut, et n’enfourne pas dans les vagues mais redresse grâce à son étrave de scow et ses foils en C placés en haut du franc bord. Ces attributs lui permettent un vol très stable, sans excès sur mer plate ce qui rend le bateau performant aux allures de portant large dans l’océan indien. La cabine assez fermée permet d’être au contact des éléments sans mouiller le marin.

## Courses

### L'Occitane en Provence, barré par Armel Tripon
Lors du Vendée Globe 2020-2021, Armel Tripon subit la casse du hook de son J3 dans la nuit du 10 au 11 novembre. Il fait demi-tour et se dirige vers La Corogne afin de se mettre au mouillage et réparer. En milieu de journée, après un point avec son équipe, il décide finalement de poursuivre vers le sud. Mais il est maintenant 32e et avant-dernier. Il conclut la course le 1er février 2021 à la onzième place, après 84 jours, 17 heures, 7 minutes et 50 secondes de course.

### Bureau Vallée 3, barré par Louis Burton

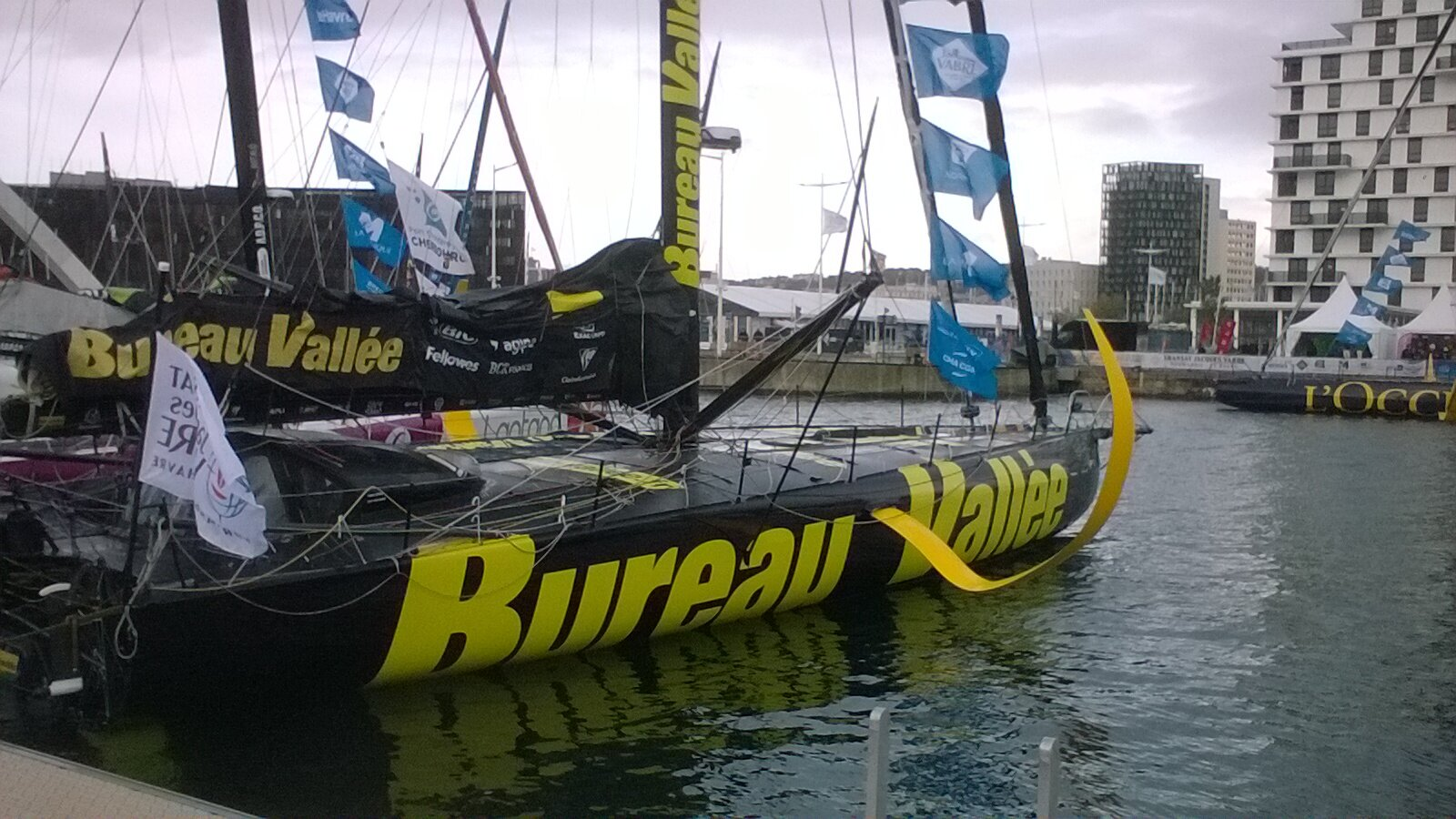
Bureau Vallée 3 au Havre, avant le départ de la Transat Jacques-Vabre 2023.

Onze jours après son arrivée, le 12 février, le sponsor Bureau Vallée rachète le bateau pour un montant situé entre 4 millions et 5 millions d'euros, pour son skipper Louis Burton, arrivé 3e, afin de préparer l'édition 2024-2025. Le bateau devient Bureau Vallée 3.
Mené par Louis Burton et Davy Beaudart lors de la Transat Jacques-Vabre 2021, il est victime d'un démâtage dans la nuit du dimanche 7 au lundi 8 novembre après seulement dix heures de course.

## Palmarès[8]

### 2020-2021: L'Occitane En Provence – Armel Tripon
- 2020 : 
  - 12e du  Défi Azimut[9]
  - abandon sur la Vendée-Arctique-Les Sables d'Olonne
- 2021: 
  - 11e du Vendée Globe 2020-2021

### 2021-Présent: Bureau Vallée 3 – Louis Burton
- 2021 : 
  - 5e de The Ocean Race Europe
  - Abandon de la Transat Jacques-Vabre
- 2022 : 
  - 2e de la Guyader Bermudes 1000 Race
  - 5e de la Vendée-Arctique